# Dmitri Jirnov
Dmitri Jirnov (en russe : Дмитрий Александрович Жирнов) né le 1er juin 1977 en fédération de Russie est un diplomate russe. Il est ambassadeur de la fédération de Russie en Afghanistan depuis avril 2020.

## Biographie
Dmitri Jirnov a terminé ses études et obtenu son diplôme de l'Institut d'État des relations internationales de Moscou auprès du ministère des affaires étrangères de Russie en 2000. Ensuite il a commencé sa carrière de diplomate. Il a également soutenu sa thèse de doctorat en science politiques. Comme diplomate, il a travaillé aussi bien à l'étranger que dans la Fédération de Russie. 
De 2016 à 2019, il occupe le poste de conseiller de l'ambassadeur de Russie aux États-Unis.
Par décret du président Vladimir Poutine du 29 avril 2020, il est nommé ambassadeur de la Fédération de Russie en Afghanistan,.
Dmitri Jirnov pratique la langue anglaise et la langue chinoise. 

## Rang diplomatique
- représentant extraordinaire et plénipotentiaire de classe 2 (26 décembre 2017)[4].